# Where Do We Go From Here?
Where Do We Go From Here? (bra Fantasia de Amor) é um filme estadunidense de 1945, do gênero comédia fantástico-musical, dirigido por Gregory Ratoff e George Seaton para a Twentieth Century-Fox, com roteiro de Morrie Ryskind, Morrie Ryskind e Sig Herzig.

## Elenco
- Fred MacMurray...Bill Morgan
- June Haver...Lucilla Powell / Gretchen / Índia
- Joan Leslie...Sally Smith / Prudence / Katrina
- Gene Sheldon...Ali, o gênio
- Anthony Quinn...chefe índio
- Fortunio Bonanova.

## Sinopse
Bill Morgan, um jovem americano que tenta lutar na II Guerra Mundial mas é rejeitado pela junta de alistamento, contribui com o esforço de guerra recolhendo ferro velho. Numa noite ele descobre um gênio numa antiga garrafa de bronze que recolheu. Imediatamente ele pede ao gênio para que o faça entrar para o Exército, mas os poderes do ser místico estão com problemas e Bill é enviado ao passado, tornando-se soldado de George Washington.
Depois de mais algumas aventuras no tempo, quando viaja com Colombo e compra a ilha de Manhattan por 24 dólares de um nativo (interpretado por Anthony Quinn), ele consegue descobrir seu verdadeiro amor e realizar o seu desejo de se tornar um soldado.